# Adams (zespół muzyczny)
ADAMS – japoński duet muzyczny z nurtu visual kei założony we wrześniu 2011 przez wokalistę ADAM-a oraz gitarzystę i producenta, Shotę Yokoyamę.
Motywem przewodnim twórczości jest miłość homoseksualna. Sami siebie określają jako duet „neoseksualny”, ucieleśniający inną wersję historii stworzenia: „Nie ma Adama i Ewy, jest Adam i Adam. Naszą muzyką na nowo piszemy Księgę Rodzaju”. Charakterystyczny element wizerunku scenicznego stanowi otaczanie się aurą tajemniczości, zwłaszcza przez ADAM-a, którego tożsamość jest konsekwentnie skrywana.
W listopadzie 2012 zespół wydał swój debiutancki album NEO SEXUAL. Wyszło dotąd także pięć singli ADAMS: DIZZY LOVE (sierpień 2012), Kimi no sei (luty 2013), Bittersweet (lipiec 2013), Seseragi (listopad 2013) oraz Akisame (wrzesień 2014). W marcu 2014 na terenie Francji wydano ich drugi album – SIXNINE. Bittersweet promował europejską trasę koncertową odbywającą się od 11 do 17 lipca 2013. Na początku 2015 powrócili do Europy z trasą koncertową „SEXPLOSION TOUR 2015”. W listopadzie 2015 rozpoczęli trasę promującą płytę z ich największymi hitami „Original Love”. Podczas tej trasy, 28 listopada, na koncercie w Warszawie, Shota zasłabł. W szpitalu zdiagnozowano udar mózgu. Dwa dni później menadżerka zespołu, żona Shoty – Aurelie – ogłosiła, że gitarzysta nie żyje.

## Dyskografia

### Albumy
- NEO SEXUAL (21.11.2012)[3]
- SIXNINE (09.06.2014)[11]
- SEXPLOSION (20.02.2015)[12]

### Single
- DIZZY LOVE (11.08.2012)[4]
- Kimi no sei (jap. キミノセイ) (20.02.2013)[5]
- Bittersweet (19.07.2013)[6]
- Seseragi (jap. せせらぎ) (18.11.2013)[7]
- Akisame (jap. 秋雨) (24.09.2014)[8]